# Oberfinning
Oberfinning ist ein Ortsteil der Gemeinde Finning im oberbayerischen Landkreis Landsberg am Lech. Oberfinning und Unterfinning bilden den Ortsteil Finning mit 1.681 Einwohnern (Stand 1. Januar 2020).

## Geografie
Das Pfarrdorf Oberfinning liegt direkt südlich von Unterfinning am Westhang des Windachtals.

## Geschichte
Das Pfarrdorf gehörte zum Mitteramt des Landgerichtes Landsberg, 1752 werden insgesamt 72 Anwesen gezählt. Die Besitzverhältnisse waren stark gemischt, größter Eigentümer war das Kloster Dießen.
Oberfinning war bis zur Eingemeindung nach Finning am 1. Oktober 1971 eine eigenständige Gemeinde.

## Sehenswürdigkeiten
In Oberfinning befindet sich die katholische Pfarrkirche Hl. Kreuz. Die im Kern spätgotische Kirche wurde im 18. Jahrhundert erweitert.
Siehe auch: Liste der Baudenkmäler in Oberfinning

## Bodendenkmäler
Siehe: Liste der Bodendenkmäler in Finning